# Old Street (métro de Londres)
Old Street est une station de la Northern line, branche Bank, du métro de Londres, en zone 1. Elle est située sur la Old Street, proche de la City Road, à St Luke's (en), sur le territoire du borough londonien d'Islington.
Elle est en correspondance avec la gare d'Old Street, située sur la Northern City Line.

## Situation sur le réseau
La station fait partie de la branche Bank de la Northern line entre les stations Moorgate et Angel.
Entre Old Street et la station Angel se situe la station fantôme City Road fermée en 1922.

## Histoire
Elle a été ouverte en novembre 1901 comme station de la City & South London Railway dans le cadre d'une extension de la ligne de Moorgate à Angel. La ligne ferroviaire ouvre quant à elle en 1904. Les tunnels sont d'un diamètre important pour permettre le passage de trains de grandes lignes.
En 1990 des problèmes d'acidité du sol qui provoquaient une corrosion de la fonte couvrant les tunnels ont nécessité la création d'une double protection en acier inoxydable.

## À proximité
- St Luke's (en)